# Arnold Amalrich

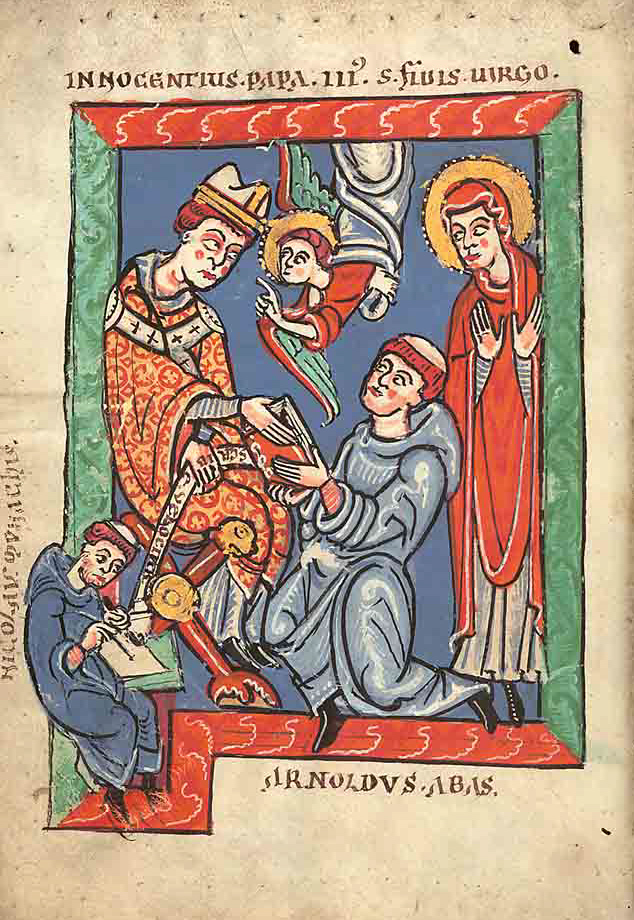
Innozenz III. und Abt Arnold Amalrich (kniend; mit der hl. Fides und einem Schreiber; Miniatur in einer süddeutschen Handschrift aus der 1. Hälfte des 13. Jahrhunderts)

Arnold Amalrich (lateinisch: Arnaldus Amalricus, französisch: Arnaud Amaury, katalanisch: Arnau Amalric; † 29. September 1225 in der Abtei Fontfroide) war ein Mönch des Zisterzienserordens, dem er von 1200 bis 1212 als Abt des Klosters Cîteaux vorstand. Er wurde als päpstlicher Legat zum geistlichen Führer des Albigenserkreuzzugs ernannt, den er in der Anfangsphase maßgeblich bestimmte. 1212 führte er ein französisches Kreuzfahrerkontingent nach Spanien und nahm mit dessen Resten an der Schlacht bei Las Navas de Tolosa teil. Ab 1212 bis zu seinem Tod amtierte er als Erzbischof von Narbonne.
Über Arnaud Amaurys frühe Jahre ist kaum etwas bekannt, außer dass er vermutlich ein gebürtiger Katalane war, seit 1196 als Abt von Poblet und ab 1198 als Abt von Grandselve amtierte, bevor er 1200 zum Abt von Cîteaux und damit an die Spitze des Zisterzienserordens berufen wurde.

## Kreuzzug gegen die Albigenser

### Legat im Albigenserland
Am 31. Mai 1204 wurde Arnaud Amaury von Papst Innozenz III. mit der Führung der bereits im „Albigenserland“ (terra albigensis) tätigen Legaten Pierre de Castelnau und Raoul de Fontfroide betraut, die beide ebenfalls dem Zisterzienserorden angehörten. Die Bruderschaft hatte zu jener Zeit im heutigen Südfrankreich, dem Languedoc oder auch Okzitanien genannt, seit einigen Jahren die Predigermissionen gegen die dort etablierte Glaubensbewegung der Katharer (Albigenser) angeführt, die von der römisch-katholischen Kirche als häretisch eingestuft wurde. Mit seiner Ernennung zum „außerordentlich bevollmächtigten Legaten“ (legatus a latere) wurde Arnaud Amaury nun zur Führung der geistigen Speerspitze gegen das Ketzertum bestimmt. Zuerst aber hatte er sich nach Nordfrankreich begeben, um dort im Auftrag des Papstes bei König Philipp II. August zu intervenieren, um diesen zu einem Handeln in Südfrankreich zu bewegen. Nachdem ihm in Paris kein Erfolg beschieden gewesen war, reiste er im Sommer 1206 nach Montpellier, um sich mit seinen beiden Kollegen zu beraten. Dort machte er die Bekanntschaft der beiden Weltgeistlichen Dominikus de Guzmán und Diego von Osma, die sich gerade auf ihrem Weg aus Rom in das Albigenserland befanden. Von Papst Innozenz III. hatten sie die Bestätigung ihres, auf einem strengen Armutsgelübde basierenden, Predigerstils erhalten. In Prouille hatten die beiden Prediger einen Konvent gegründet, wo sie tatsächlich mehrere Häretiker zum Konvertieren bewegen konnten, was den Zisterziensern, die sich zu solch radikalen „dominikanischen“ Neuerungen außerstande gesehen hatten, nie gelungen war. Die Zisterzienser hatten sich im Albigenserland ob ihres Auftretens den Unmut der breiten Bevölkerung, nicht nur der katharischen, zugezogen und ihre Predigten waren dort entsprechend auf wenig Resonanz gestoßen.
Nachdem Arnaud Amaury im Winter 1206 am Generalkapitel der Zisterzienser in Cîteaux teilgenommen hatte, kehrte er im Frühjahr 1207 in das Albigenserland zurück und übernahm dort in Fanjeaux wieder die Legation. Von hier aus entsandte er seine in kleine Gruppen aufgeteilten Mitstreiter zur Predigt in das Umland. Pierre de Castelnau zog nach Toulouse, wo er im April 1207 die Exkommunikation über den mächtigen Grafen Raimund VI. aussprach, welcher der Unterstützung der Häresie und verschiedenster Verbrechen gegen die römische Kirche beschuldigt wurde. Der Bann wurde kurz darauf vom Papst bestätigt, der dazu erstmals die Forderung nach einem Kreuzzug zur Bekämpfung der Häresie und ihrer Beschützer aufgestellt hatte. Arnaud Amaury selbst zog in die Provence, wo seine Predigten ebenso auf taube Ohren stießen wie die seiner Mitbrüder im restlichen Albigenserland. Pierre de Castelnau beabsichtigte, sich ihm in der Provence wieder anzuschließen und traf sich dabei auf dem Weg in der Abtei Saint-Gilles noch einmal mit Graf Raimund VI. zu einem klärenden Gespräch. Nachdem dieses aber ergebnislos beendet worden war, wurde der Legat am 14. Januar 1208 nach Überquerung der Rhone auf der Straße nach Arles ermordet. Arnaud Amaury zögerte nicht lang und denunzierte in einem Schreiben an den Papst den Grafen von Toulouse als Auftraggeber der Tat. Für Innozenz III. wurde damit ein Märtyrer für den Kampf gegen die Häresie und ein willkommener Vorwand zur Ausrufung eines Kreuzzugs gegen sie und ihre Unterstützer geschaffen, den er in mehreren Schreiben vom 10. März 1208 an den Klerus und Adel des Languedoc, an den Klerus und Adel Nordfrankreichs und schließlich an König Philipp II. propagierte.

### Legat des Kreuzzugs – „Tötet sie.“
Bereits am 17. Mai 1208 richtete der Papst genaue Instruktionen an Arnaud Amaury, wie in der Albigenserfrage zu verfahren sei, und wies ihn an, erneut an den Hof zu Paris zu reisen, um dort einen Frieden zwischen König Philipp II. und Johann Ohneland zu vermitteln, der den König frei zur militärischen Führung des Kreuzzugs machen würde. Am 28. März wurde Arnaud Amaury seinerseits mit der Legation für den Kreuzzug betraut und damit zu dessen geistigem Führer ernannt. Mit der am 9. Oktober 1208 veröffentlichten Bulle Ut contra crudelissimos wurde der Kreuzzug endgültig sanktioniert. Raimund VI. von Toulouse führte in dieser Zeit in Aubenas ein Gespräch mit den Legaten bezüglich seiner Rekonzilierung mit der Kirche, die ihn gegen den drohenden Kreuzzug geschützt hätte. Aber Arnaud Amaury verweigerte ihm diese, worauf sich der Graf direkt an den Papst wandte und diesen unter Berücksichtigung auf sein vorbelastetes Verhältnis zu Arnaud Amaury um die Ernennung eines neuen Legaten bat. Tatsächlich ernannte der Papst im Frühjahr 1209 mit Milon und Thedisius von Genua ein neues Legatenkollegium für das Albigenserland, die allerdings ohne Wissen Raimunds VI. in allen Belangen den Weisungen Arnaud Amaurys unterstehen sollten. Auch hatte der Papst dazu die vertrauliche Order ausgegeben, Raimund VI. in Sicherheit zu wiegen, um eine geschlossene Front gegen den Kreuzzug zu verhindern. Zunächst aber reisten die Legaten an den Hof Philipps II., der zwar im Mai 1209 auf einem Parlement in Villeneuve-sur-Yonne dem Kreuzzug seine persönliche Absage erteilte, der Ritterschaft seines Königreichs aber die Teilnahme gestattete. Während Arnaud Amaury in Lyon die Organisation des dort zusammengezogenen Kreuzzugsheers übernahm, reisten Milon und Thedisius nach Valence weiter, um dort gemäß der päpstlichen Order die Bedingungen für die Rekonzilierung des Grafen von Toulouse auszuhandeln, die schließlich am 18. Juni 1209 in der Abtei Saint-Gilles in einer öffentlichen Buß- und Versöhnungszeremonie vollzogen wurde. Der Graf genoss damit den Schutz des Heiligen Stuhls und dem Kreuzzug wurde einstweilen ein gefährliches Hindernis genommen. Den Kreuzzug führte Arnaud Amaury nun im Juni 1209 die Rhone entlang ins Albigenserland, da er das Unterwerfungsangebot des Raimund Roger Trencavel, Vizegraf von Béziers und Carcassonne, zurückgewiesen und diesen somit ohne Verbündeten dastehenden Fürsten zum ersten Ziel des Kreuzzugs bestimmt hatte. 

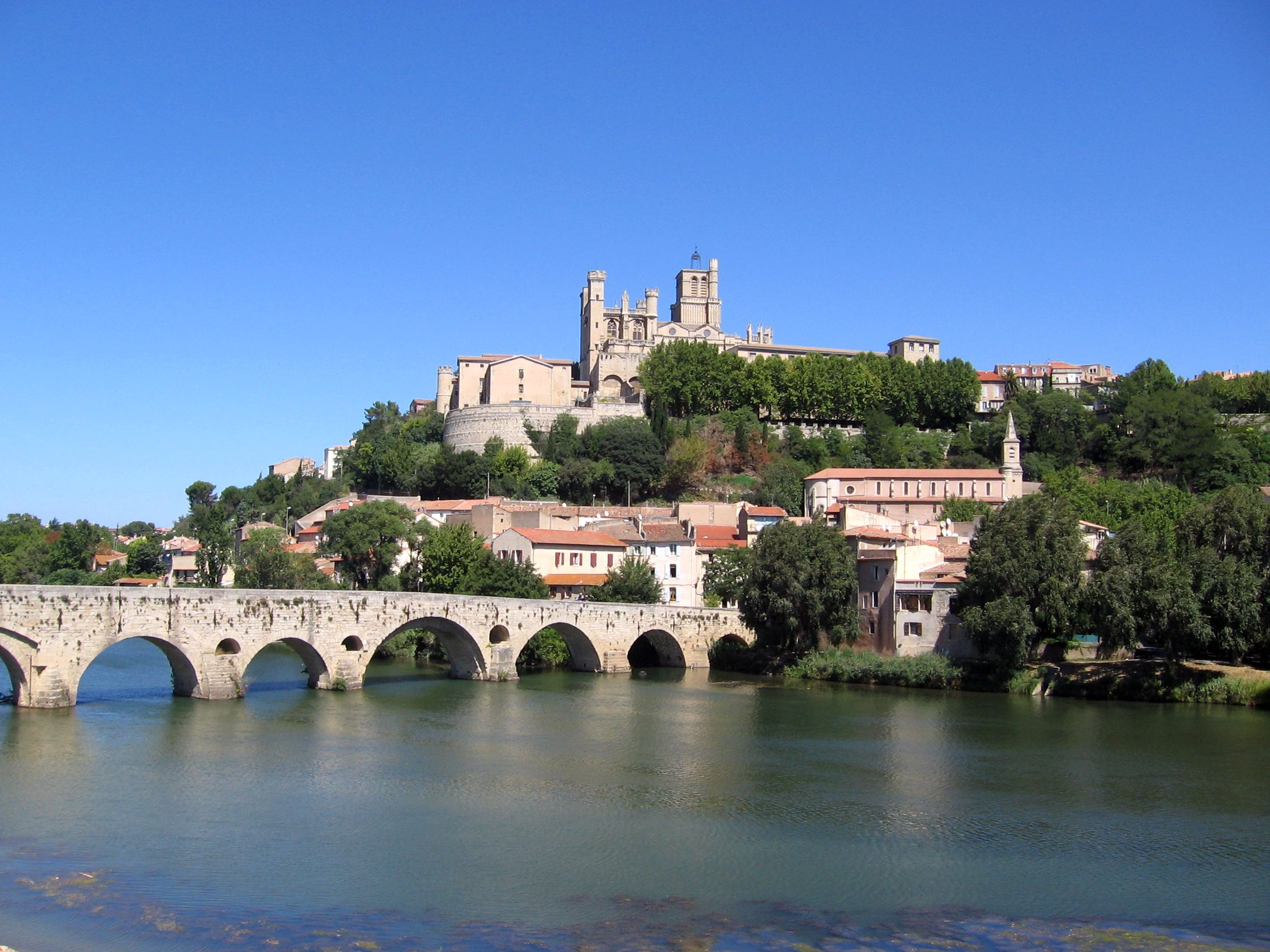
Bei der Erstürmung von Béziers am 22. Juli 1209 begingen die Kreuzritter ein Massaker an der Bevölkerung.

Nach einem kurzen Zwischenstopp in Montpellier erreichte das Heer am 21. Juli 1209 das von Trencavel in Verteidigungsbereitschaft versetzte Béziers. Nachdem sich dessen Stadtoberen geweigert hatten, etwa 200 namentlich bekannte Katharer als Kapitulationsbedingung auszuliefern, nahmen die Kreuzritter die Belagerung der Stadt auf. Schon am folgenden Tag begingen die Verteidiger bei einem Ausfallversuch den Fehler, ein Stadttor nicht rechtzeitig zu schließen, so dass die Kreuzritter in die Stadt einbrechen konnten und daraufhin das wohl größte Massaker an der Zivilbevölkerung in der hochmittelalterlichen Geschichte Frankreichs anrichteten. Arnaud Amaury brüstete sich später in einem Schreiben an den Papst mit 20.000 getöteten Menschen, wobei diese Zahl nicht im wortwörtlichen Sinn zu verstehen ist, da sie zuerst als Redensart für unzählbar viele Opfer gebraucht wurde. Vor allem aber ist der Legat in diesem Zusammenhang mit einem ihm von dem deutschen Zisterziensermönch Caesarius von Heisterbach zugeschriebenen Ausspruch zu zweifelhafter Berühmtheit gelangt. Nachdem ihn die Söldner und Ritter, die dazu übergegangen waren die Bürgerhäuser zu plündern, gefragt hatten, wie man „die Guten“ (Katholiken) von „den Bösen“ (Ketzern) unterscheiden könne, habe der Legat befürchtet, dass die Ketzer eine Rechtgläubigkeit vorheucheln könnten, um ihrer gerechten Strafe zu entgehen, worauf er geantwortet haben soll:

„Caedite eos. Novit enim Dominus qui sunt eius.“

Übersetzung:

„Tötet sie. Der Herr wird die Seinen schon erkennen.“

Die Historizität dieses erst mehrere Jahre später verfassten Dialogs wird von seriösen Historikern weitgehend mit Vorsicht betrachtet, auch wenn er in jeder Publikation zu diesem Thema zitiert wird und sei es nur zur Verdeutlichung des selbst für die damalige Zeit ungeheuren Ausmaßes der in Béziers begangenen Gräuel des fast ausschließlich aus nordfranzösischen Rittern bestehenden Heers. Auffällig ist dabei allerdings, dass Caesarius’ Hinweis auf das Hörensagen dieser Begebenheit (fertur dixisse/„soll gesagt haben“) in der Regel verschwiegen, dafür aber das Zitat aus Gründen der Emphase häufig zu „Tötet sie alle.“ verfälscht wird. Als Zisterzienser mag Caesarius von Heisterbach über das Informationsnetz seiner Bruderschaft über Details aus dem Umfeld Arnaud Amaurys besser in Kenntnis gewesen sein als manch anderer, nichtsdestoweniger war er kein Augen- und Ohrenzeuge der Vorgänge vor Béziers. Und abseits seines Berichts taucht dieses Zitat auch sonst nirgendwo auf, auch nicht bei dem inoffiziellen Kreuzzugschronisten Pierre des Vaux-de-Cernay.
Nach der Einnahme von Béziers führte Arnaud Amaury den Kreuzzug nach Carcassonne weiter, hinter dessen starken Verteidigungsanlagen sich Raimund Roger Trencavel verschanzt hatte. Der Schock der Ereignisse von Béziers war ihm vorausgeeilt und hatte bei den Verteidigern von Carcassonne seine Wirkung nicht verfehlt. Nach einigen Kämpfen vor und auf den Mauern der auf eine Belagerung nur unzureichend vorbereiteten Stadt signalisierte Trencavel seine Kapitulationsbereitschaft, die von seinem im Lager anwesenden Lehnsherrn, König Peter II. von Aragón, vermittelt wurde. Doch nachdem die Kreuzritter die vereinbarte Unterredung zur Festnahme Trencavels missbraucht hatten, ergab sich die Stadt am 15. August 1209 bedingungslos nach einer zweiwöchigen Belagerung. Anders als noch zuvor in Béziers wurde Carcassonne in aller Ordnung in Besitz genommen, Trencavel wurde in einen Kerker gesperrt und alle Katharer hatten unter Zurücklassung ihres Hab und Guts die Stadt für immer zu verlassen. Nach knapp zwei Monaten des Kreuzzugs konnte Arnaud Amaury die Eroberung von zwei der bedeutendsten Städte des Languedoc und die Entmachtung eines seiner mächtigsten Fürsten verbuchen. Damit ist der Kreuzzug zugleich zu einem Eroberungsfeldzug geworden, gemäß dem von Papst Innozenz III. ausgegebenen Beuteprinzip, wonach jeder überführte Häretiker oder deren Unterstützer zugunsten der Kreuzritter zu enteignen waren. Für die Vizegrafschaft Béziers-Carcassonne bedeutete dies, dass ihr ein neuer Herr zugewiesen werden musste, der letztendlich auch die militärische Führung des Kreuzzugs übernehmen würde. Als Bevollmächtigter des Papstes nahm sich Arnaud Amaury dieser Sache an und nachdem die Fürsten Odo III. von Burgund, Hervé von Nevers und Walter von Saint-Pol die Offerte abgelehnt hatten, nahm sie der nordfranzösische Burgherr Simon de Montfort bereitwillig an. Dieser zeigte sich darüber sogleich bei Arnaud Amaury erkenntlich, indem er in seiner ersten Amtshandlung den Zisterziensern je ein Haus in Carcassonne, Béziers und Sallèles übertrug, die zuvor von überführten Häretikern enteignet worden waren. Gegen Ende August 1209 verfassten Arnaud Amaury und Milon ihren Bericht an den Papst, in dem sie den bisherigen Verlauf des Kreuzzugs und seine Erfolge überschwänglich beschrieben.

### Kreuzzug gegen Toulouse
Während die militärischen Belange nun gänzlich von Montfort übernommen wurden, verlegte sich Arnaud Amaury wieder auf das diplomatische Feld, wo es nun darum ging, den Kampf gegen Raimund VI. von Toulouse in die Wege zu leiten. Obwohl dieser sich dem Willen des Heiligen Stuhls unterworfen hatte, waren sich Arnaud Amaury und seine beiden Legatenkollegen darin einig, dass der Graf von Toulouse der wichtigste Beschützer der Häresie und damit der Hauptfeind des Kreuzzugs war. In der Weigerung der Stadtoberen von Toulouse, häretische Bürger ihrer Stadt den kirchlichen Autoritäten zu übergeben, fanden die Legaten einen willkommenen Vorwand, Raimund VI. des Eidbruchs zu bezichtigen und ihm am 6. September 1209 auf einem Konzil in Avignon ein weiteres Mal die Exkommunikation auszusprechen. Zwei Monate darauf scheiterte allerdings in Montpellier der Versuch der Anerkennung Montforts als neuer Vasall durch den aragónesischen König, der sich ob des Umgangs der Kreuzritter mit seinem vorherigen Vasallen Trencavel und seiner eigenen Übergehung in dieser Angelegenheit unversöhnlich gegenüber Montfort zeigte. Etwa zeitgleich konnte Raimund VI. in Rom einen diplomatischen Erfolg verbuchen, indem er dem Papst das Versprechen für eine den Regeln des kanonischen Rechts unterworfene Untersuchung seiner Anklagepunkte abringen konnte, die von den Legaten durchzuführen war. Arnaud Amaury und Thedisius von Genua, der den mittlerweile verstorbenen Milon als Verhandlungsführer ersetzt hatte, dachten allerdings nicht daran, dem Grafen von Toulouse die Möglichkeit einer Absolution einzuräumen und zögerten die gerichtliche Untersuchung das ganze Jahr 1210 listenreich hinaus, womit sie den Grafen zum Opfer einer Rechtsverweigerung machten.
Im Frühjahr 1210 hielt sich Arnaud Amaury in Toulouse auf, deren Stadtoberen er die Loslösung von dem Interdikt versprach, wenn sie sich zu einer Spende von 1000 livre für den Kreuzzug bereit fänden. Als die Konsuln dieses Angebot ausschlugen, sprach er die Exkommunikation über die Stadt aus, die aber umgehend von Bischof Fulko gegen ein Treuebekenntnis zur römischen Kirche zurückgenommen wurde. Von Toulouse aus begab sich der Legat dann in das Feldlager vor Minerve, wo er gar nicht erst den Versuch zu einer Konvertierung ihrer häretischen Bewohner machte, da diese seiner Einschätzung nach so tief von ihrem Irrglauben überzeugt seien, dass sie selbst angesichts eines Scheiterhaufens nicht von ihm ablassen würden. Tatsächlich waren am 22. Juli 1210 nur drei Katharer zum rettenden Glaubenswechsel bereit, während etwa 140 weitere bereitwillig den ersten großen Scheiterhaufen des Kreuzzugs bestiegen. Von Minerve begaben sich Arnaud Amaury und Thedisius nach Saint-Gilles, wo ihr Kollegium um Bischof Raimund von Uzès vervollständigt wurde, der den im Dezember 1209 verstorbenen Milon ersetzte. Wohl im August 1210 bekräftigten sie Exkommunizierung des Grafen von Toulouse und weiteten sie zugleich auf Graf Raimund Roger von Foix und Vizegraf Gaston VI. von Béarn aus. Offenkundig hatte zwischen Arnaud Amaury und Simon de Montfort ein gegenseitiges Einvernehmen bestanden, in dem Letzterem die Ausweitung des Kreuzzugs ermöglicht werden sollte, der für Montfort längst den Charakter eines Feudalkrieges angenommen hatte, mit der Eroberung des reichsten und mächtigsten Fürstentums Okzitaniens als Ziel.
Das letzte Hindernis dazu stellte König Peter II. von Aragón dar, der noch immer ein potentieller Gegner Montforts war. Um den König zu neutralisieren, ging Arnaud Amaury daran, all sein Talent an List und Diplomatie für das von ihm im Januar 1211 in Narbonne einberufene Konzil aller im Languedoc involvierten Mächte aufzubieten. Gegenüber Raimund VI. stellte er dessen Absolution in Aussicht, sofern er sich wieder zu seinen 1209 beschworenen Eide von Saint-Gilles bekenne. Gleichzeitig gelang ihm eine Aussöhnung zwischen Simon de Montfort und Peter II. von Aragón zu erwirken, indem der König den Kreuzzugsführer als seinen Vasallen anerkannte. Dabei hatte Arnaud Amaury die geopolitische Zwangslage des Königs geschickt ausgenutzt, der in Spanien von den muslimischen Almohaden bedrängt wurde und deshalb am Nordhang der Pyrenäen Ruhe benötigte. Nur wenige Tage darauf konnte Arnaud Amaury in Montpellier, wohin sich das Konzil vertagt hatte, seine Falle vollenden, als er die Beziehung zwischen Montfort und dem König durch ein Verlöbnis von deren Kindern vertiefte und zugleich den an Raimund VI. gerichteten Forderungskatalog um mehrere unerfüllbare Bedingungen erweiterte. Nachdem der Graf diese Forderungen erwartungsgemäß zurückgewiesen hatte, konnte der Bann über ihn bekräftigt und dem Papst die Ausweitung des Kreuzzugs auf tolosanisches Gebiet nahegelegt werden. Mit dem Konzil von Narbonne-Montpellier 1211 war es Arnaud Amaury nach 1209 ein weiteres Mal gelungen, eine geschlossene Front zweier mächtiger Fürsten gegen den Kreuzzug zu verhindern und den Grafen von Toulouse politisch zu isolieren. Anfang März 1211 nahm Montfort die Belagerung von Lavaur auf, der ersten dem Grafen von Toulouse gehörigen Stadt, während der am 7. April die Billigung des Papstes zu dem Konzilsbeschluss erging. Als bei der Einnahme der Stadt am 3. Mai mehrere Gefolgsmänner Raimunds VI. aufgegriffen werden konnten, wurde dessen ambivalente Haltung zum Kreuzzug offenbart, womit der Kampf gegen ihn nun zusätzlich gerechtfertigt werden konnte. In Lauvur wurde auf dem zweiten und auch größten Scheiterhaufen des Kreuzzugs eine große Anzahl aufgegriffener Katharer verbrannt, nach unterschiedlichen Angaben zwischen 300 und 400.
Nach dem Konzil von Narbonne-Montpellier begann Arnaud Amaurys Einfluss auf den Kreuzzug allerdings zu schwinden, der nun ganz von Montfort und dessen Zielen dominiert wurde, die mit der eigentlich ausgegebenen Ketzerbekämpfung kaum noch etwas zu tun hatten. Im Juni 1211 war er noch bei der ersten Belagerung von Toulouse im Feldlager zugegen, die allerdings in einem schmachvollen Rückzug endete.

## Erzbischof von Narbonne

### Las Navas de Tolosa und Muret
Arnaud Amaury verfolgte danach gleichfalls seine eigenen Interessen und betrieb seine Ernennung zum Erzbischof von Narbonne. Der bisherige Amtsinhaber, Berengar von Barcelona, war zwar ein Onkel des Königs von Aragón, hatte sich in seiner langen Amtszeit allerdings als gänzlich untauglich zur Ketzerbekämpfung erwiesen. Berengar scheute eine Konfrontation mit dem mächtigen Legaten und gab sein Amt bereitwillig auf, so dass sich Arnaud Amaury am 12. März 1212 zum neuen Erzbischof einer der größten Kirchenprovinzen Westeuropas wählen lassen konnte. Zugleich gab er damit die Leitung der Abtei von Cîteaux und die Führerschaft über die Zisterzienser auf. Bei seiner feierlichen Konsekration am 2. Mai legte ihm Raimund von Uzès nahe, auch den Titel eines Herzogs von Narbonne anzunehmen, um sich die weltliche Herrschaft über die Stadt und ihr Umland zu sichern. Der Herzogstitel war ursprünglich von dem Tolosanergraf geführt worden, den man diesem aber aufgrund des Beuteprinzips entziehen konnte. Tatsächlich huldigte nun der Vizegraf von Narbonne, Aimery III., gegenüber Arnaud Amaury, der somit auch zu einem weltlichen Herrscher wurde. Zugleich aber wurde damit die Ursache seines künftigen Zwistes mit Simon de Montfort begründet, der als militärischer Kreuzzugsführer selbst alle weltlichen Rechtstitel Raimunds VI. für sich beanspruchte. Offenbar begann sich Arnaud Amaury in dieser Zeit von Montfort zu distanzieren. Jedenfalls erhielt er im Mai 1212 vom Papst einen Mahnbrief, der ihm Vorhaltungen ob des noch immer nicht in die Wege geleiteten Prozesses Raimunds VI. und dessen Verurteilung als Häretiker machte, die dessen Enteignung überhaupt erst begründen könne. Der Papst überantwortete daher die Prozessführung in die Hände von Thedisius von Genua.
Der Albigenserkreuzzug kümmerte Arnaud Amaury einstweilen nicht mehr. Stattdessen rekrutierte er kurz nach seiner Wahl 150 Ritter und eine unbekannte Anzahl Fußtruppen aus dem Poitou und dem Viennois, mit denen er am 22. Mai 1212 nach Spanien zog, um dort die christlichen Könige im Kampf gegen die Almohaden zu unterstützen. Am 24. Juni eroberte er die Burg von Malagón, und am 1. Juli war er bei der Rückeroberung von Calatrava La Vieja beteiligt. Am 16. Juli kämpfte er schließlich in der entscheidenden Schlacht bei Las Navas de Tolosa mit. Seine Erlebnisse in Spanien beschrieb er in einem ausführlichen Bericht an das Generalkapitel der Zisterzienser, der zu den wichtigsten Quellen über die Ereignisse auf der iberischen Halbinsel des Jahres 1212 gehört.
Der Sieg über die Muslime bestärkte Arnaud Amaury wohl noch einmal zum Kampf gegen die Häresie. Jedenfalls müsse nun nach dem maurischen auch das häretische Tolosa fallen, wie er es ausdrückte. Doch der Sieg von Las Navas de Tolosa führte zu einer Veränderung der diplomatischen Lage im Languedoc, indem sich Graf Raimund VI. und der zum katholischen Helden gewordene König Peter II. auf ein Einvernehmen und einen Friedensplan verständigten, von dem sie auch den Papst überzeugen konnten. Simon de Montfort wiederum hatte sich die Feindschaft des aragonesischen Königs zugezogen, als er 1211 sein nach Spanien abberufenes Kreuzritterkontingent inmitten der muslimischen Offensive zurückgezogen hatte. Am 15. Januar 1213 erging an Arnaud Amaury die päpstliche Anordnung zur Aussetzung des Albigenserkreuzzugs. Der Papst gestand ihm in dem Brief seine bittere Einsicht, dass der Kreuzzug sein eigentliches Ziel aus den Augen verloren habe und zu einem Werkzeug der montfort’schen Eroberungspolitik verkommen sei. Vielmehr wünschte sich der Heilige Vater, dass sich Montfort und König Peter II. versöhnen und gemeinsam ihre Kräfte gegen die Muslime in Spanien richten mögen. Nur drei Tage darauf adressierte der Papst einen Brief an das gesamte Legatskollegium, in dem er seine Bevollmächtigten beschuldigte, mit ihren „gierigen Händen“ nach Ländereien gegriffen zu haben, die nie unter Häresieverdacht gestanden hatten, womit vor allem das Comminges und Béarn gemeint waren. Auch tat der Papst darin seine Unterstützung für den aragonesischen Friedensplan kund, der auf einer Gipfelkonferenz von allen Beteiligten auszuhandeln sei. Die Briefe des Papstes befanden sich allerdings noch auf dem Weg in das Languedoc, als sich die Konfliktparteien noch im selben Monat bei Lavaur, vermutlich in Verfeil, zur Beratung trafen. Arnaud Amaury trat dort als Wortführer des gesamten aus zwanzig Erzbischöfen und Bischöfen bestehenden Episkopats Südfrankreichs auf; wie groß sein Einfluss dabei war, ist allerdings nicht bekannt. Der Klerus erteilte jedenfalls einstimmig am 18. Januar 1213 dem Friedensplan König Peters II. seine Absage, just am selben Tag, an dem der Papst diesem seine Zustimmung gegeben hatte. Ohne davon zu ahnen, begründeten die Kleriker ihre Entscheidung in einem am 21. Januar verfassten Brief, in dem sie die Aufhebung der Kreuzzugsaussetzung forderten.
Ohne eine Entscheidung des Papstes darüber abzuwarten, begannen sich die verfeindeten Lager zu formieren. Arnaud Amaury unternahm unter Androhung der Exkommunikation gegen König Peter II. den Versuch, diesen von der Annahme des Treueschwurs der Grafen von Toulouse, Foix, Comminges und Béarn abzuhalten, sprach den Bann allerdings nicht aus, als der König die Eide am 27. Januar 1213 doch entgegennahm. Am 21. Mai verkündete der Papst die Wiederaufnahme des Kreuzzugs, womit er, dem Druck seiner Legaten nachgebend, seine eigene Position revidiert hatte. Zugleich aber bestand der Papst auf der Einhaltung eines Waffenstillstands zwischen Peter II. und Montfort und ernannte weiterhin mit dem Kardinal Peter von Benevent einen neuen legatus a latere, für den Arnaud Amaury nur noch kommissarisch bis zu dessen Eintreffen die Legation weiterführte. Doch die Konfliktparteien rüsteten sich schon zum Kampf, in dem sich zu positionieren begannen. Arnaud Amaury tat sich offenbar schwer, standen sich doch seine zwei Waffenbrüder von einst gegenüber. Am 24. Juli unternahm er noch einmal einen diplomatischen Versuch, Peter II. von einer militärischen Intervention abzuhalten, den der König allerdings zurückwies. Daraufhin ließ sich Arnaud Amaury bei Montfort krankheitsbedingt entschuldigen, als dieser mit dem Kreuzzugsheer am 10. September von Fanjeaux aus seinen Marsch gegen den vor Muret lagernden König aufnahm. Somit musste er nicht an der Schlacht bei Muret (12. September 1213) teilnehmen und wurde auch kein Zeuge vom Tod König Peters II. und vom Sieg Montforts.

### Konflikt mit Simon de Montfort
Mit der Entscheidung von Muret schien Arnaud Amaury endgültig mit dem Kreuzzug gebrochen zu haben, vor allem mit dessen tatsächlichem Führer Simon de Montfort, der nun befreit ohne einen ernstzunehmenden Gegner seine Eroberung abzuschließen gedachte. Dabei bahnte sich eine Konfrontation mit ihm um das Herzogtum Narbonne an, auf das beide Anspruch erhoben. Im April 1214 ließ Arnaud Amaury deshalb bereitwillig die Tore der Stadt für ein katalanisches Heer öffnen, dessen Anführer den Tod ihres Königs zu rächen und den jungen Jakob I., der sich in Montforts Entourage befand, zu befreien beabsichtigten. Montfort zog sofort heran und belagerte Narbonne, doch bevor die Lage weiter eskalieren konnte, erschien der Legat Peter von Benevent vor Ort, der die Herausgabe des jungen Königs und den Abzug Montforts erwirkte. Weiterhin hatte der neue Legat den päpstlichen Auftrag zur Wiederherstellung der kirchlichen Ordnung, in der Arnaud Amaury und seine Kollegen gescheitert seien, sowie zur Rekonzilierung der gebannten Grafen und anderer Regelungen erhalten. Offenbar beabsichtigte der Papst damit, Montfort in seine Schranken zu weisen, doch im Dezember 1214 erhielt Arnaud Amaury von dem päpstlichen Legaten Robert de Courçon, der im besten Einvernehmen mit Montfort stand, die Aufforderung, für den kommenden Januar 1215 in Notre-Dame des Tables in Montpellier ein Konzil des okzitanischen Klerus einzuberufen. Der Klerus, auch Arnaud Amaury, sprach sich dort geschlossen für eine Enteignung Raimunds VI. zugunsten von Simon de Montfort aus. Inwiefern Arnaud Amaury hier in freier Entscheidung oder auf Druck der Konzilteilnehmer zugestimmt hatte, ist unklar, allerdings wurde der Beschluss sogleich durch den Legaten Peter von Benevent mit Verweis auf einen päpstlichen Brief vom 4. Februar negiert, in dem der Papst die Vertagung dieser Entscheidung auf das für den November anberaumte vierte Laterankonzil verfügte.
Bis dahin war die Beziehung Arnaud Amaurys zu Simon de Montfort auf einem neuen Tiefpunkt angelangt, als Letzterer am 22. Mai 1215 mit Rückendeckung des im Languedoc eingetroffenen Prinzen Ludwig VIII. vom Vizegrafen von Narbonne die Lehnshuldigung entgegennehmen konnte und damit seinen Anspruch auf das Herzogtum geltend machte. Seinen Triumph konnte Montfort kurz darauf vollenden, als der Prinz als Vertreter seines Vaters die Schleifung der Stadtmauern sowohl von Toulouse als auch von Narbonne anordnete, was umgehend in die Tat umgesetzt wurde. Arnaud Amaury vergalt diese Schmähungen, indem er als einziger des okzitanischen Klerus und zur Überraschung aller anderen in Rom auf dem vierten Laterankonzil als Parteigänger Raimunds VI. auftrat, seines einstigen Todfeindes, dessentwegen er so maßgeblich an der Ausweitung des Kreuzzugs mitgewirkt hatte. Tatsächlich gelang es ihm zunächst, Papst Innozenz III. für die Anliegen Raimunds VI. günstig zu stimmen, doch in Geheimgesprächen konnten die für Montfort sprechenden Prälaten den Papst doch noch umstimmen. So wurde Raimund VI. am 30. November 1215 im abschließenden Urteil all seiner Domänen und Rechtstitel für verlustig erklärt, die zur Gänze an Simon de Montfort zu übertragen seien, einschließlich des Herzogtums Narbonne.
Ebenso wie Raimund VI. gedachte auch Arnaud Amaury, das Urteil des vierten Laterankonzils nicht anzuerkennen, und verlangte im Frühjahr 1216 von Vizegraf Aimery die erneute Lehnshuldigung. Dem Anfang März vor Narbonne aufmarschierenden Montfort stellte sich Arnaud Amaury demonstrativ vor dem Stadttor entgegen, und nachdem er von ihm rüde beiseite gestoßen worden war, verhängte er die Exkommunikation über seinen einstigen Weggefährten, die so lange wirksam sein sollte, wie er sich in der Stadt aufhalte. Tatsächlich verließ Montfort so bald wie möglich wieder die Stadt, deren Bürgervertreter wie auch der Vizegraf trotz alledem ihre Gefolgschaftstreue zu ihm bekundet hatten. In einem Brief vom 2. Juli 1216 unterrichtete Arnaud Amaury den Papst ob dieser Vorgänge und verlangte eine neuerliche Klärung dieses Konflikts. Zur selben Zeit empfing Montfort das Herzogtum Narbonne aus den Händen König Philipps II. August als Lehen, womit er seine Herrschaft über die Stadt auch nach weltlichem Lehnsrecht zementierte. In Rom aber zeigte sich der neue Papst Honorius III. – Innozenz III. war am 16. Juli gestorben – dem Anliegen seines Erzbischofs gegenüber aufgeschlossen. Am 7. März 1217 hatte er dessen Anspruch auf die Herzogswürde anerkannt, was allerdings vor Ort nichts änderte. Dies vollbrachte erst die Rückkehr Raimunds VI. in seine Hauptstadt im September 1217, deren anschließende Belagerung durch Montfort und dessen Tod am 25. Juni 1218.

### Letzte Jahre
Die folgenden sechs Jahre war Arnaud Amaury nur ein stiller Beobachter der sich anbahnenden Niederlage des Kreuzzugs unter seinem neuen, militärisch unfähigen Führer Amaury de Montfort. Weder eine neuerliche Intervention Prinz Ludwigs VIII. noch der Tod Raimunds VI. 1222 konnte daran etwas ändern, zumal die Okzitanier mit Raimund VII. das militärische Glück nun für sich gepachtet zu haben schienen. So blieb für ihn nicht anderes mehr zu tun, als am 14. Januar 1224 am Ufer der Aude gegenüber den Okzitaniern die Kapitulation der Teilnehmer jenes Kreuzzugs auszuhandeln, den er selbst einst mit aus der Taufe gehoben hatte. Gemeinsam mit anderen Prälaten des Languedoc verfasste Arnaud Amaury am 23. Januar einen Bericht über die Niederlage an den nunmehrigen König Ludwig VIII., in dem sie unter anderem die Rückkehr der katharischen Häresie beklagten, die ihre soziale und institutionelle Struktur in den vergangenen Kriegsjahren im Untergrund am Leben erhalten hatte können. Gewiss trug dieser Bericht dazu bei, das Vorhaben des Königs zu einem eigenen Kreuzzugsunternehmen in das Languedoc voranzutreiben, inwieweit aber Arnaud Amaury davon Kenntnis hatte, ist unklar. Tatsächlich setzte er sich stattdessen für eine Aussöhnung des okzitanischen Adels um Raimund VII., Roger Bernard II. von Foix und Raimund II. Trencavel mit dem Heiligen Stuhl ein, die sich zu einer Unterwerfung auf Basis der Eide von Saint-Gilles von 1209 bereitgefunden hatten. Nachdem der Papst dem seine Zustimmung erteilt hatte, konnte Arnaud Amaury in dessen Auftrag am 25. August 1224 in Montpellier die Eide der Fürsten entgegennehmen, die sich der Kirche gegenüber unter anderem zur Bekämpfung der Häresie verpflichtet hatten.
Parallel dazu wurde diese Friedensinitiative in Paris von dem Legaten Romano Bonaventura hintertrieben, dem es doch gelungen war, die Absolution der okzitanischen Fürsten durch den Papst zu verhindern. Auf dem von ihm im November 1225 einberufenen Konzil in Bourges wurde Raimund VII. schließlich exkommuniziert und ein neuer Kreuzzug proklamiert, der von dem französischen König angeführt werden sollte. Arnaud Amaury wurde von all dem nicht mehr Zeuge. Das letzte Jahr seines Lebens zog er sich in die Zisterzienserabtei von Fontfroide zurück, wo er am 29. September 1225 verstarb.